# Njuorramjauratj
Njuorramjauratj är en sjö i Jokkmokks kommun i Lappland och ingår i Luleälvens huvudavrinningsområde. Sjön har en area på 0,193 kvadratkilometer och ligger 343,4 meter över havet. Sjön avvattnas av vattendraget Tuorpunjåkkå (Njuorramjåkkå).

## Delavrinningsområde
Njuorramjauratj ingår i det delavrinningsområde (742119-165623) som SMHI kallar för Ovan 741762-165910. Medelhöjden är 386 meter över havet och ytan är 18,86 kvadratkilometer. Det finns inga avrinningsområden uppströms utan avrinningsområdet är högsta punkten. Tuorpunjåkkå (Njuorramjåkkå) som avvattnar avrinningsområdet har biflödesordning 3, vilket innebär att vattnet flödar genom totalt 3 vattendrag innan det når havet efter 209 kilometer. Avrinningsområdet består mestadels av skog (98 procent). Avrinningsområdet har 0,19 kvadratkilometer vattenytor vilket ger det en sjöprocent på 1 procent.